# Éparchie d'Abu Qurqas des Coptes
L'éparchie d'Abu Qurqas des Coptes  est une église particulière de l'Église catholique copte.
La cathédrale du diocèse est la cathédrale Saint-Antoine et Saint-Paul à Abu Qurqas.

## Histoire
Elle a été érigée le 7 janvier 2020 à partir du territoire de l'éparchie de Minya.

## Éparques
- depuis le 7 janvier 2020 : Bechara Giuda, O.F.M.